# Paralidia bispinosa
Paralidia bispinosa är en insektsart som beskrevs av Nielson 1986. Paralidia bispinosa ingår i släktet Paralidia och familjen dvärgstritar. Inga underarter finns listade i Catalogue of Life.